# الفراوى (حبيش)

تعديل مصدري - تعديل

الفراوى هي إحدى قرى عزلة الصدر بمديرية حبيش التابعة لمحافظة إب، بلغ تعداد سكانها 262 نسمة حسب تعداد اليمن لعام 2004.